# Mikanija
Mikanija (lat. Mikania), rod glavočika najveći u tribusu Eupatorieae, smještyen u vlastiti podtribus Mikaniinae.

## Opis
Mikania je odmah prepoznatljiva po glavicama koje imaju točno 4 involukralna brakteja i 4 cvjetića. Mnoge vrste su višegodišnje loze, iako se u Južnoj Americi pojavljuju i grmolike vrste. Postoji velika varijabilnost u aspektima kapitulescencije, kao i u pojedinim aspektima cvjetova i listova.
Mikania je vrstama najbogatiji rod Eupatorieae, s više od 400 opisanih i dodatnih koji se još uvijek otkrivaju, uglavnom u Srednjoj i Južnoj Americi. Osim toga, jedna je od rijetkih Eupatorieae zastupljenih autohtonim vrstama u Starom svijetu, gdje postoji 9 vrsta koje se smatraju autohtonim.
Postoje 3 sjevernoameričke vrste, ali niti jedna vrsta nije endemična za Sjevernu Ameriku sjeverno od Meksika.
Holmes (1990.) je opisao 16 meksičkih vrsta, od kojih su samo 2 endemične. Holmes (1993.) opisuje vrste Velikih Antila, a 29 od 34 vrste su endemske za jedan ili više ovih otoka. Tretman 39 vrsta koje se pojavljuju u državi Rio Grande do Sul u Brazilu dali su Ritter i Miotto (2005).
Oko 20 vrsta mikanije postalo je geografski široko rasprostranjeno i može se smatrati "korovom". Od njih, M. micrantha, "mile a minute weed", postala je ozbiljan i problematičan napadač na mnogim mjestima.

## Vrste
Vidi Popis vrsta roda Mikania

## Sinonimi
Nema.